# امیر جوهری‌خو
امیر جوهری‌خو (زاده ۳۰ تیر ۱۳۵۹ در تهران) عضو تیم ملی تیراندازی مردان ایران است. او که از سال ۱۳۹۶ به عضویت تیم ملی در آمده، سابقه قهرمانی در مسابقات کشور را دارد و همچنین در مسابقات تیراندازی قهرمانی آسیا و مسابقات بازی‌های آسیایی تجربه کسب مدال نقره و برنز را در کارنامه خود دارد.
جوهری‌خو که در رشته تیراندازی تپانچه بادی ۱۰ متر فعالیت می‌کند، از سال ۱۳۹۰ در این رشته فعالیت خود را آغاز کرد. مهم‌ترین افتخار ورزشی او، در بازی‌های آسیایی هانگژو رقم خورد که توانست در تیم میکس تپانچه ایران همراه با هانیه رستمیان مدال برنز را به‌دست آورد.

## افتخارات
- ۶ دوره قهرمانی مسابقات تیراندازی قهرمانی ایران[۷][۸][۹][۱۰][۱۱][۱۲]
- مدال برنز مسابقات تیراندازی بازی‌های آسیایی ۲۰۲۲ (هانگژو، چین)[۱۳][۱۴]
- مدال نقره مسابقات تیراندازی قهرمانی آسیا ۲۰۲۴ (جاکارتا، اندونزی)